# Titularbistum Melitene degli Armeni
Melitene degli Armeni ist ein Titularbistum, das vom Papst an Titularbischöfe aus der mit Rom unierten armenisch-katholischen Kirche vergeben wird. 
Es geht zurück auf einen früheren Bischofssitz in der antiken Stadt Melitene (heute Malatya), die sich in der römischen Provinz Cappadocia in der heutigen östlichen Türkei befindet.
| Titularbischöfe von Melitene degli Armeni |                                                |                                            |                    |                 |
| Nr.                                       | Name                                           | Amt                                        | von                | bis             |
| 1                                         | Nersès Tayroyan Titularerzbischof pro hac vice | emeritierter Erzbischof von Baghdad (Irak) | 1. Oktober 1972    | 4. August 1986  |
| 2                                         | Jean Teyrouz ICPB                              | Weihbischof in Kilikien (Libanon)          | 27. September 2000 | 2. Februar 2013 |